# Tarokan (Banyuanyar)
Tarokan is een bestuurslaag in het regentschap Probolinggo van de provincie Oost-Java, Indonesië. Tarokan telt 3465 inwoners (volkstelling 2010).